# Laura Whitmore
Laura Whitmore (née le 4 mai 1985 à Bray) est une animatrice de télévision irlandaise.

## Biographie
Laura Whitmore étudie le journalisme à l'université de la ville de Dublin et passe une année à l'université de Boston.
En avril 2008, MTV Networks Europe lance le concours Pick Me MTV que Whitmore remporte ; elle devient le visage de MTV News en Europe de 2008 à 2015. Elle apparaît régulièrement dans les grands événements de MTV en Europe.
En 2011, elle succède à Caroline Flack à la présentation de la version britannique de I'm a Celebrity...Get Me Out of Here!. Le 14 avril 2016, elle annonce arrêter de présenter cette émission.
En 2012, après avoir porté la flamme olympique, elle est invitée au talk-show Saturday Night with Miriam.
Une émission-pilote de télé-crochet pour de jeunes auteurs-compositeurs, The Hit, animée par Whitmore, est diffusée en septembre 2012 sur RTÉ Two. Le 15 mars 2013, la chaîne annonce la diffusion d'une annonce mais sans Whitmore, avec à la place Aidan Power et Nicky Byrne.
Depuis 2012, elle co-anime The BRITs Backstage sur ITV2.
En avril 2014, elle anime avec Simon Delaney la 11e cérémonie des Irish Film and Television Awards. Puis elle rejoint l'équipe de commentateurs de la BBC pour la demi-finale du concours Eurovision de la chanson 2014 en compagnie de Scott Mills de BBC Three.
En février 2015, elle annonce son départ de MTV News mais rester pour les événements spéciaux. Elle présente son dernier journal le 26 février 2015.
Le 10 août 2016, elle annonce sa participation à l'émission Strictly Come Dancing. Elle dansera en compagnie de l'Italien Giovanni Pernice.
Elle fut en couple en 2016 avec l'acteur écossais Richard Madden.